# Honglou Times Square
Le Honglou Times Square est un gratte-ciel en construction à Lanzhou en Chine. Il s'élèvera à 313 mètres. Son achèvement est prévu pour 2018.